# Warzone
Warzone fou un grup de música hardcore punk format el 1983 al Lower East Side de Manhattan. La banda va contribuir a desenvolupar el so New York hardcore, l'estil hardcore skinhead i el subgènere Youth crew. Durant els 14 anys de la banda i malgrat els canvis en la formació, el seu so es va caracteritzar per les influències que van des de l'Oi! (van girar diversos cops amb The Business i van versionar-ne la cançó «The Real Enemy»), al punk rock clàssic, passant pel heavy metal (en el seu disc homònim Warzone). Als seus concerts normalment assistien skinheads, adolescents straight edge, heavys i punks de totes les edats. La revista Vice ha afirmat que «probablement Warzone liderà la segona onada de grups hardcore que irromperen en l'escena de Nova York entre 1986-1987».

## Trajectòria
El cantant Raymond «Raybeez» Barbieri fou l'únic membre de Warzone que sempre en formà part activa. Va unir-se al grup el 1983 com a bateria (el mateix any tocà la bateria al debut d'Agnostic Front, United Blood), fent-se càrrec al cap de dos anys de la veu, (afirmant que: «una banda en què he estat tant de temps ha de tenir alguna cosa». Raybeez va ser el cantant de Warzone fins a la seva mort l'11 de setembre de 1997 a causa duna pneumònia. Com a veterà de guerra, rebé tractament al Veterans Health Administration quan la malaltia va afectar-li el fetge i va segar-li la vida a l'edat de 35 anys. Després de la seva mort, l'exterior del CBGB va lluir durant un temps el recordatori «R.I.P. Ray». Durant més d'un any, cada referència del segell Victory Records va ser dedicat a la seva memòria, així com dues recopilacions independents. Aquests àlbums —així com els concerts benèfics que seguiren la seva mort— van aplegar fons per a diverses organitzacions sense ànim de lucre amb qui Raybezz havia col·laborat i que ajuden a joves en risc d'exclusió social.
Barbieri va compondre lletres que encoratgen a la unitat i va criticar tot allò que dividia el jovent estatunidenc. En la cançó «Under 18» va denunciar les pràctiques discriminatòries basades en l'edat en molts llocs que exigien la identificació per a entrar; A «War Between Races» va reclamar el final del prejudici i la violència racial dins de l'escena hardcore; i a «Brother and Sisterhood» va animar a les dones a esdevenir actives en l'escena musical tradicionalment dominada pels homes.
Els concerts de Warzone eren sovint marcats per la violència, així que Barbieri normalment increpava el públic per a parar les baralles abans que la seguretat actués i evitar així que els expulsessin del concert. Raybezz gaudí d'un carisma damunt de l'escenari i un entusiasme del públic com pocs intèrprets del mateix gènere han aconseguit. Els seguidors de Warzone no només s'animaven cantar, sovint dictaven la llista completa de cançons que el grup tocaria i fins i tot decidien quant de temps tocava, amb uns directes que duraven fins que Raybeez amb prou feines podia parlar.

## Discografia
- Skinhead Youth CBGB (1984)
- As One (Demo) (1986)
- Some Records Tape (1986)
- Live On WNYU (7/23/87) (1987)
- Lower East Side Crew (1987) - EP
- Don't Forget the Struggle, Don't Forget the Streets (1987) - LP
- Open Your Eyes (1988) - LP
- Warzone (1989) - LP
- Live at CBGBs (1993) - EP
- Old School to New School (1994) - LP
- Beyond Birth an Death, compartit amb Cause for Alarm (1995) - EP
- Lower East Side (1996) - EP
- The Sound of Revolution (1996) - LP
- Fight For Justice (1997) - LP
- The Victory Years (1998) - Compilació LP